# 立沢賢一 (実業家)
立澤 賢一（たつざわ けんいち）は日本の実業家。HSBC証券会社前代表取締役社長。
略歴
- 東京都世田谷区出身
- 1985年3月法政大学法学部法律学科卒業[1]
- 1985年4月住友銀行（現 三井住友銀行）入行
- 1992年4月住友ファイナンス・インターナショナル・ロンドン　債券トレーディング部長、リスク管理部長
- 1993年4月メリルリンチ日本証券会社入社　Managing Director 法人営業本部長
- 2001年2月バンク・オブ・アメリカ証券会社東京支店入社　常務取締役　兼　資金債券金融商品本部長 Global Markets Group 本社経営会議メンバー（日本人初）
- 2005年1月HSBC証券会社東京支店入社　Managing Director 債券営業本部長
- 2008年8月HSBC証券会社Managing Director グローバル・マーケッツ統括本部長  兼　香港上海銀行グローバル・マーケッツ統括本部長
- 2010年1月HSBC証券会社代表取締役社長　兼　グローバル・マーケッツ統括本部長　兼　香港上海銀行グローバル・マーケッツ統括本部長[2][3]
- 2014年6月HSBC証券会社退職
- 2014年9月各種国内及び外資系企業会長、最高顧問、相談役に従事
- 2018年5月株式会社ユニマットプレシャス 執行役員副社長
- 2024年3月株式会社ALQOUZ 会長 兼 Co-Founder

※その他 
- 2009年より現在　京都橘大学客員教授
- 2015年 USGTF LEVEL Ⅲ ゴルフティ−チングプロ
- 2016年 日中書法協会 書道師範
- 2017年 米国宝石学会(GIA) 会員
- 2020年 NewsPicks Expert
- 2023年 ラグビースクール・タイランド最高顧問(日本地区)
- 2024年 チャイルドコーチングアドバイザー